# Joyos de Tolosa
Joyos de Tolosa (fl....finals del s. XIII? ...) fou possiblement un trobador occità.

## Vida i obra
En realitat es conserva només una pastorel·la, en un únic cançoner, el C, on l'autor s'identifica amb "De Tolza, et ai nom Joyos". De totes maneres, el nom, pel seu caràcter ("joiós"), pot ser un renom, un nom de joglar o un senhal. La poesia s'ha conservat de manera incompleta (sembla faltar el final), però en ella el cavaller es queixa de com el tracta la seva dama. Presenta una estructura mètrica particular, amb estrofes molt llargues (de 32 versos), que es troba pràcticament només en un sirventès de Lanfranc Cigala (Lantelm, qui·us onra ni·us acuoill, 282,13) i en la resposta corresponent, i en una poesia de Raimon Bistortz d'Arle.
La pastorel·la es data de finals del segle xiii, ja que el sirventès de Lanfranc té una datació entre els anys 30 i 50 del xiii.

### Obra
- (270,1)[2] L'autrier, el dous temps de Pascor

### Repertoris
- Alfred Pillet / Henry Carstens, Bibliographie der Troubadours von Dr. Alfred Pillet […] ergänzt, weitergeführt und herausgegeben von Dr. Henry Carstens. Halle : Niemeyer, 1933 [Joyos de Tolosa és el número PC 270]